# Gołe Łąki
Gołe Łąki (PLH140027) – mająca znaczenie dla Wspólnoty ostoja o powierzchni 49,59 ha, położona w województwie mazowieckim na terenie powiatu garwolińskiego (gmina Parysów) i mińskiego (gmina Latowicz), włączona do sieci Natura 2000 jako specjalny obszar ochrony siedlisk.

## Opis obszaru
Ostoja Gołe Łąki obejmuje bezodpływową nieckę terenu otoczoną pasmami zwydmień. Cechuje ją silne podtopienie, ze średnią miąższością torfu 90 cm. Obszar położony jest w znacznej odległości od siedzib ludzkich. Jest to jeden z najlepiej zachowanych ekosystemów bagiennych w obrębie Niziny Południowopodlaskiej, z dominującą roślinnością torfowisk mszysto-turzycowych i mszarów z klasy Scheuchzerio-Caricetea nigrae o dużym zróżnicowaniu syntaksonomicznym. Obrzeża torfowisk porastają bory bagienne Vaccinio uliginosi-Pinetum.
Obszar jest zagrożony obniżeniem poziomu wody, związanym z obecnym tam rowem odwadniającym.

## Siedliska
Ostoja Gołe Łąki w 92% pokryta jest lasem mieszanym (dominacja sosny), a w 8% siedliskami rolniczymi.
Na terenie ostoi stwierdzono występowanie dwóch siedlisk przyrodniczych:
- torfowiska przejściowe i trzęsawiska (przeważnie z roślinnością z klasy Scheuchzerio-Caricetea), obejmujące 45,45% obszaru,
- bory i lasy bagienne, obejmujące 22,54% obszaru.

## Ważne dla Europy gatunki zwierząt i roślin
Na terenie ostoi występują objęte ochroną gatunkową:
- zwierzęta:
  - żuraw zwyczajny
- rośliny:
  - modrzewnica zwyczajna
  - turzyca nitkowata
  - rosiczka okrągłolistna
  - bagno zwyczajne
  - widłaczek torfowy
  - grzybienie białe
  - żurawina błotna
  - torfowiec spiczastolistny
  - torfowiec kończysty
  - torfowiec magellański
  - świbka błotna
  - pływacz zwyczajny

## Ochrona przyrody
Ostoja nie podlega ochronie obszarowej innej niż Natura 2000. Najbliższe obszary sieci Natura 2000 położone są w stosunkowo dużej odległości.